# Нормування (алгебра)
В абстрактній алгебрі, а також алгебраїчній теорії чисел і алгебраїчній геометрії, нормування є певною мірою мультиплікативності. Поняття є узагальненням зокрема порядку кореня многочлена, порядку нуля чи полюса в комплексному аналізі і порядку подільності на просте число в арифметиці.

## Визначення
Нормуванням комутативного кільця з одиницею {\displaystyle (A,+,\times )} із значеннями в лінійно впорядкованій абелевій групі {\displaystyle (G,+,<)} з приєднаним нескінченним елементом {\displaystyle \infty }  називається відображення {\displaystyle v:A\longrightarrow G\cup \{\infty \}}, що задовольняє таким вимогам:
- {\displaystyle \forall x\in A,\ v(x)=\infty \Longleftrightarrow x=0} ;
- {\displaystyle \forall x,y\in A,\ v(xy)=v(x)+v(y)} ;
- {\displaystyle v(x+y)\geqslant \min(v(x),v(y))}.

Приєднаний нескінченний елемент задовольняє умови {\displaystyle a<\infty } і {\displaystyle a+\infty =\infty } для всіх {\displaystyle a\in G}.
Якщо A є полем, то v є гомоморфізмом групи (A*, ×) в групу (G, +) і образ v(A*) є підгрупою групи G. Обмеживши розгляд лише цією підгрупою можна вважати v сюр'єкцією.
Якщо A не є полем, то, образ v(A*) є моноїдом в групі G.
Якщо {\displaystyle G=\mathbb {Z} } то нормування називається дискретним.

### Пов'язані визначення
Нормування v і v'  на кільці A  називаються еквівалентними, якщо існує ізоморфізм впорядкованих моноїдів:
{\displaystyle \lambda :v(A^{*})\to v'(A^{*})} для якого {\displaystyle v'=\lambda \circ v.}
Якщо розглядати нормування на полі K то множина елементів R, що визначена як {\displaystyle R=\{x\in K\ |\ v(x)\geqslant 0\}} є підкільцем поля K і називається кільцем нормування v в полі K. Кільце нормування завжди є локальним кільцем. Підмножина M поля K, визначена як {\displaystyle m=\{x\in K\ |\ v(x)>0\}} є максимальним ідеалом кільця R. Він називається ідеалом нормування v. Фактор-кільце {\displaystyle R/m}, що є полем, називається полем лишків нормування v.
Нехай в полі K задані нормування v і v' . Кільця цих нормувань, що розглядаються як підкільця поля K, тоді і тільки тоді збігаються, коли ці нормування  еквівалентні. Таким чином, опис всіх (з точністю до еквівалентності) нормувань поля K зводиться до опису всіх таких підкілець, які можуть бути для цього поля кільцями нормування.

## Приклади
- Нормування кільця, яке визначається формулою:

{\displaystyle {\begin{array}{rrcl}v:&A&\longrightarrow &G\cup \{\infty \}\\&x&\longmapsto &{\begin{cases}\infty &\ x=0\\0&x\neq 0\end{cases}}\end{array}}}
називається невласним, або тривіальним нормуванням. Для скінченних полів це нормування є єдиним.
- Будь-яке кільце з неархімедовим абсолютним значенням може бути перетворено в нормоване кільце, якщо в моноїді значень перейти від мультиплікативного запису до адитивного і замінити впорядкованість на інверсну. Елемент 0 при цьому природно позначити символом {\displaystyle \infty } . Зворотний перехід від кільця з нормуванням до кільця з неархімедовим абсолютним значенням також можливий.
- Якщо в кільці було задано неархімедове абсолютне значення, із значеннями в множині додатних дійсних чисел то нормування можна визначити формулою:

{\displaystyle \forall x\in A^{*},\ v(x)=\log |x|.}
- Нехай K  є полем, K[X] — кільце многочленів з коефіцієнтами з поля K  і  a  — елемент поля K. Порядок кореня многочлена в точці a  визначає нормування:

{\displaystyle {\begin{array}{rrcl}v_{a}:&K[X]&\longrightarrow &\mathbb {Z} \cup \{\infty \}\\&P&\longmapsto &\sup \left\{k\in \mathbb {N} \ |\ \exists R\in K[X],\ P(X)=(X-a)^{k}R(X)\right\}\end{array}}}
- Подібним чином можна визначити нормування і на множині K(X) раціональних функцій з коефіцієнтами з поля K :

{\displaystyle {\begin{array}{rrcl}v_{a}:&K(X)&\longrightarrow &\mathbb {Z} \cup \{\infty \}\\&P/Q&\longmapsto &v(P)-v(Q)\end{array}}}
- Для простого числа p  можна визначити p-адичне нормування:

{\displaystyle {\begin{array}{rrcl}v_{p}:&\mathbb {Z} &\longrightarrow &\mathbb {N} \cup \{\infty \}\\&n&\longmapsto &{\begin{cases}\infty &n=0\\\max\{k\in \mathbb {N} \ |\ \exists q\in \mathbb {Z} \quad p^{k}q=n\}&n\neq 0\end{cases}}\end{array}}}

## Властивості
Якщо A  є комутативним кільцем з одиницею на якому визначено нормування v, то :
- {\displaystyle v(1)=v(-1)=0} ;
- {\displaystyle \forall x,y\in A,\ v(x-y)\geqslant \min(v(x),v(y))} ;
- {\displaystyle \forall x,y\in A,\ v(x)\neq v(y)\Rightarrow v(x+y)=\min(v(x),v(y))} ;
- A  є областю цілісності;
- Нормування w  в єдиний спосіб можна продовжити на поле часток кільця A :

{\displaystyle \forall p/q\in \mathrm {Frac} (A),\ w(p/q)=v(p)-v(q)}.
- Для будь-якої лінійно впорядкованої абелевої групи {\displaystyle (G,+,<)} існує нормування деякого поля, група значень якого ізоморфна {\displaystyle G}.

## Топологія нормування поля
Нехай {\displaystyle v:K\longrightarrow G\cup \{\infty \}}, нормування поля K і {\displaystyle V_{\gamma }=\{x\in K\ |\ v(x)>\gamma \}}, де {\displaystyle \gamma \in G}.
Сукупність усіх {\displaystyle \gamma ,\;\gamma \in G} утворює фундаментальну систему околів нуля топології поля K, що називається топологією визначеною нормуванням v.
Ця топологія є гаусдорфовою і незв'язною. Топологія, індукована на кільці нормування R, як правило, відрізняється від топології локального кільця.
Для нетривіального нормування поля K топологія нормування є локально компактною тоді і тільки тоді, коли нормування v є дискретним, кільце нормування повним, а поле лишків нормування v є скінченним; кільце R при цьому буде компактним.
Поповнення K' поля K щодо топології v є полем. Нормування v неперервно продовжується до нормування {\displaystyle {\bar {v}}:K\longrightarrow G\cup \{\infty \}}, і топологія поповнення K' збігається з топологією цього нормування. Кільце нормування {\displaystyle {\bar {v}}} є поповненням кільця нормування {\displaystyle v}.
Нормування v і v'  поля K називаються незалежними, якщо їх топології нормування є різними. Це еквівалентно тому, що їх кільця нормувань спільно породжують поле K.
Справедлива теорема апроксимації для нормування: нехай {\displaystyle v_{i}:K\longrightarrow G_{i}\cup \{\infty \},\;i=1,...,n} — незалежні нормування, {\displaystyle a_{1},...,a_{n}\in K} і {\displaystyle \gamma _{1},...,\gamma _{n}\in G,} тоді знайдеться такий елемент {\displaystyle a\in K}, що {\displaystyle v_{i}(a_{i}-a)\geqslant \gamma _{i}}  для всіх i.

## Продовження нормувань
Якщо v'  — нормування поля L, а K — підполе L, то обмеження {\displaystyle v=v'|_{K}} нормування v'  на поле K є нормуванням поля K, а його група значень G — підгрупою групи G'. v'  називається при цьому продовженням нормування v . 
Навпаки, якщо v  — нормування, a L — розширення поля K, то завжди існує нормування поля L, що продовжує v  . Індекс {\displaystyle [G':G]} підгрупи G в групі G' називається індексом розгалуження нормування v'  щодо v  і позначається {\displaystyle e(v'/v)}. 
Поле лишків {\displaystyle k_{v}} нормування v  ототожнюється з підполем поля лишків {\displaystyle k_{v}}, степінь розширення {\displaystyle [k_{v'}:k_{v'}]}  позначається {\displaystyle f(v'/v)} і називається степенем лишків нормування v'  щодо v . Продовження v'  нормування v  називається безпосереднім, якщо {\displaystyle e(v'/v)=f(v'/v)=l}. 
Нехай L  — розширення поля K, а {\displaystyle \{v_{i}|i\in I\}} — множина всіх продовжень нормування v  на L. Якщо L  — скінченне розширення поля K степеня n, то множина всіх продовжень v  є скінченною, і
{\displaystyle \sum _{i\in I}e(v_{i}/v)=f(v_{i}/v)\leqslant n.}
В ряді випадків цю нерівність можна замінити на рівність, наприклад коли v  є дискретним нормуванням і або K є повним, або L є сепарабельним над K. Якщо L — нормальне розширення K, то продовження v  на L переводяться  K-автоморфізмами L, зокрема якщо L — радикальне розширення K, то v  має єдине продовження. 